# Gilbert Ravanel
Pour les articles homonymes, voir Ravanel.
Gilbert Ravanel, né le 27 avril 1900 et mort le 1er septembre 1983, est un coureur du combiné nordique et un sauteur à ski français.

## Biographie

### Famille

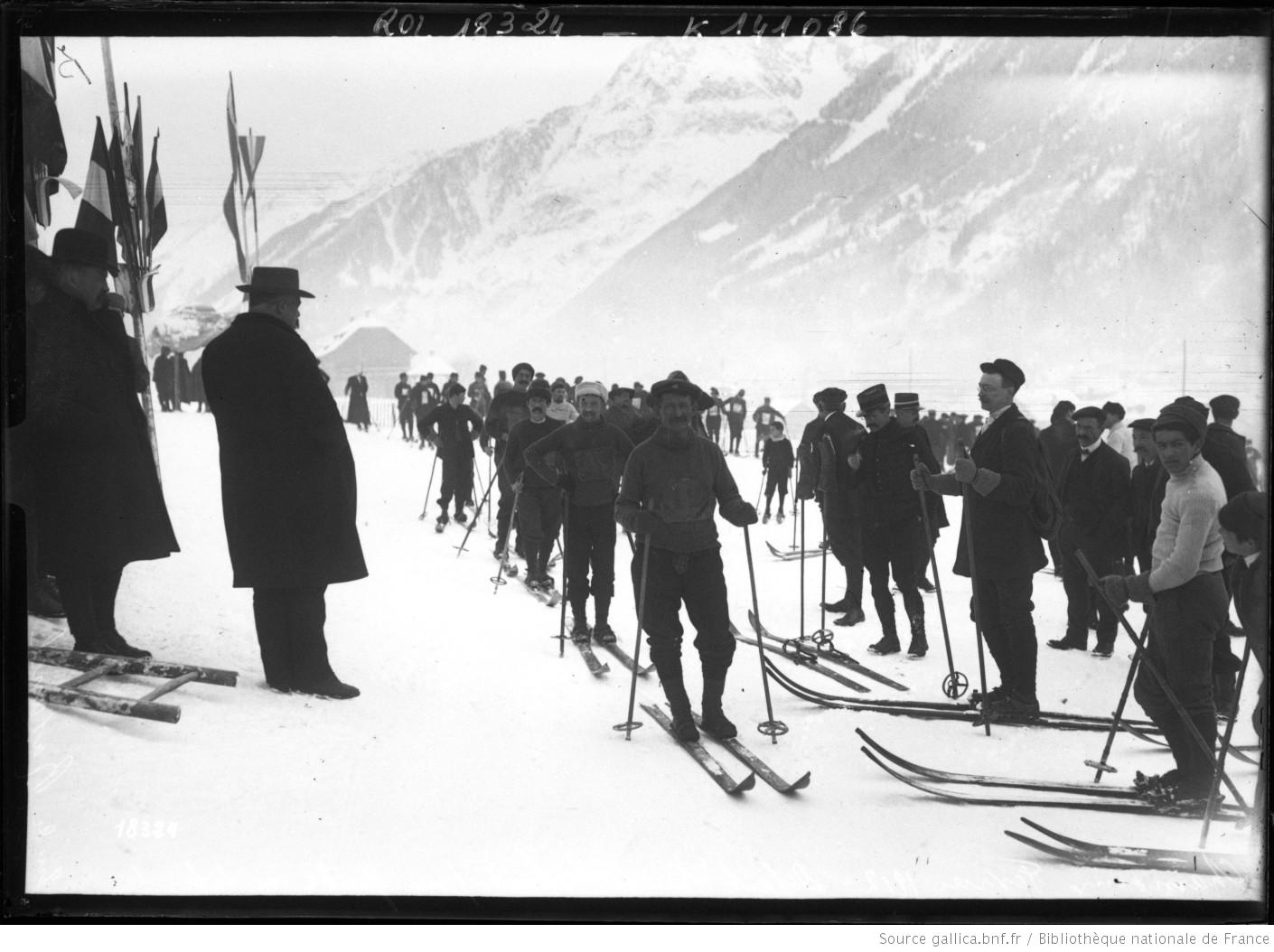
Jean Ravanel en 1912

Gilbert Ravanel est le fils de Jean Ravanel (1873-1913), guide chamoniard, qui remporte l'épreuve de saut de la première semaine internationale des sports d'hiver au Montgenèvre en 1907.
Le petit-fils de Gilbert Ravanel, Thierry Ravanel, et sa femme Fabienne Bozon (petite fille de Marcel Bozon), ont ouvert des magasins d'articles de sport, Ravanel & Co dont le premier fut ouvert place Gilbert Ravanel à Chamonix-Mont-Blanc en l'hommage à son grand père. Les magasins sont aujourd'hui toujours en activité à Chamonix-Mont-Blanc.

### Carrière sportive
Aux Jeux olympiques d'hiver de 1924 à Chamonix, Gilbert Ravanel a participé à trois disciplines. En saut à ski, il a atteint la 22e place après des sauts de 32,0 et 32,5 mètres. En ski de fond sur 18 km, il termine 20e en 1 h 35 min 33 s 4. En combiné nordique, il a atteint la 18e place avec la 13e dans le fond et la 19e dans le saut.
En 1928, il est remplaçant pour la course combinée pour les Jeux olympiques de St-Moritz et finalement il ne participe pas à la compétition.

## Résultats

### Jeux olympiques
| Épreuve / Édition | Chamonix 1924 |
| Combiné           | 18e           |
| Saut à ski        | 22e           |
| Ski de fond 18 km | 20e           |

## Hommage
Une place de la ville de Chamonix-Mont-Blanc porte le nom de Gilbert Ravanel.

## Pour approfondir